# Apothekenassistent

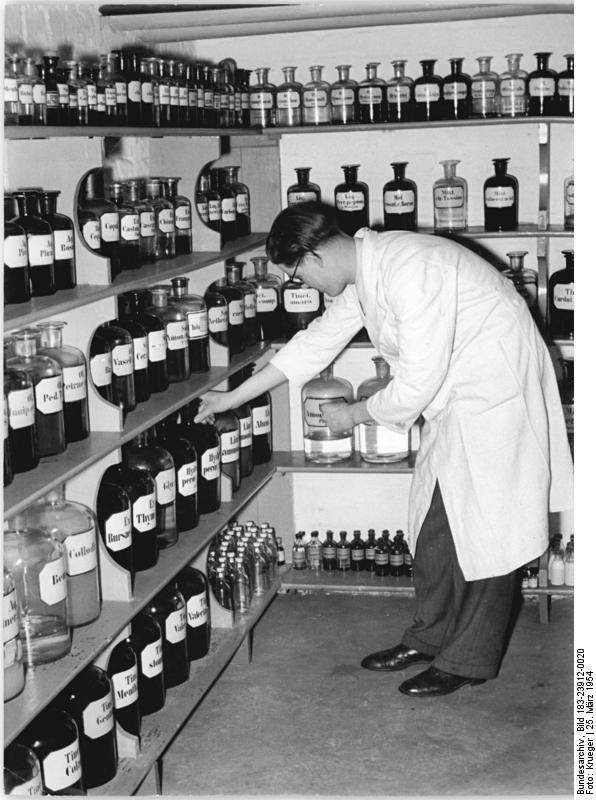
Apothekenassistent überprüft die Vorräte im Arzneikeller, "Märkische Apotheke" Königs Wusterhausen.

Ein Apothekenassistent gehört zum pharmazeutischen Personal in der Apotheke.  
Der Apothekenassistent hat ein zweijähriges Studium an der Ingenieurschule für Pharmazie in Leipzig  absolviert. Studienvoraussetzung war der Abschluss der 10. Klasse der Polytechnischen Oberschule und eine Ausbildung als Apothekenfacharbeiter. Ein Studium zum Apothekenassistenten kann heute nicht mehr begonnen werden.
Er ist zu unterscheiden vom Apothekerassistenten.
Ähnlich wie ein Pharmazeutisch-technischer Assistent darf der Apothekenassistent unter der Aufsicht eines Apothekers heute Arzneimittel in der Apotheke abgeben, diese herstellen und prüfen.
Des Weiteren besitzt ein Apothekenassistent die Sachkunde zum Verkauf von Arzneimitteln in der Drogerie und die Sachkenntnis als Pharmaberater.
Das Gehalt der Apothekenassistenten in der Apotheke wird durch den Gehaltstarif geregelt. Die Tarifverträge im Apothekenwesen werden zwischen ADEXA – Die Apothekengewerkschaft, und dem ADA (Arbeitgeberverband Deutscher Apotheken) bzw. der Tarifgemeinschaft der Apothekenleiter (TGL) Nordrhein abgeschlossen.